# Сан-Мартинью (Синтра)
Сан-Мартинью (порт. São Martinho) — район (фрегезия) в Португалии, входит в округ Лиссабон. Является составной частью муниципалитета Синтра. Находится в составе крупной городской агломерации Большой Лиссабон. По старому административному делению входил в провинцию Эштремадура. Входит в экономико-статистический субрегион Большой Лиссабон, который входит в Лиссабонский регион. Население составляет 6 226 человек на 2011 год. Занимает площадь 24,28 км².